# 千明孝一
千明 孝一（ちぎら こういち、1959年 - ）は、日本の男性アニメーター、アニメ演出家、アニメ監督。神奈川県出身。
タツノコプロダクションのアニメ技術研究所でキャリアをスタートし、マッドハウスやGONZOを経て2019年からフリーに。

## 来歴
1979年、19歳でアニメーター養成機関のタツノコアニメ技術研究所に入所。その後、スタジオテクへ移籍。
1989年に安彦良和監督の映画『ヴイナス戦記』で初演出。誘われたのは監督助手としてだったが、安彦がクレジットを「演出」としてくれたおかげで、以前仕事をしたサンライズの制作からテレビアニメ『ミラクルジャイアンツ童夢くん』の演出と絵コンテのオファーが来る。以降、サンライズの演出ローテーション入りを果たし、『新機動戦記ガンダムW』等の演出、絵コンテを手掛けた。
1990年にはマッドハウスのOVA『NINETEEN 19』で初監督を経験する。
1998年、日本のアニメ業界初のフルデジタルアニメとなるOVA作品『青の6号』で全話の各話演出を担当。初めは他の人が描いた絵コンテを演出する役割だったので断ったが、GONZOの制作・中島伸治の「これからはデジタルの時代」という言葉に気持ちが動かされ、引き受けることにした。当時はフリーだったが、この作品からGONZOの社内スタッフとなった。
2006年の劇場アニメ『ブレイブ ストーリー』で初めての長編映画監督を務めた。
2019年のNetflixアニメ『虫籠のカガステル』を最後に、GONZOを退社してフリーになる。

## 人物・作風
アニメ表現ではキャラクターの心の機微などの感情表現を描いた芝居や動きの面白さを好み、スケールの大きな世界観の作品を得意としている。
1980年代、同僚たちの実力を目の当たりにして、アニメの仕事を続けるためにアニメーターから演出家への転向を考える。しかし、当時は作画から演出に転向する人はほとんどおらず、ルートがなかった。また「アニメーターとして実力不足だから演出になった」と言われることもあった。そこで、まず作画監督を任されることを目指し、それから周囲に演出家になりたいという意思を表した。すると噂を聞いた安彦良和が自身の映画に誘ってくれ、それをきっかけに演出の仕事が来るようになった。
大の野球好きで、ことあるごとに「野球アニメが作りたい」と言っている。タツノコアニメ技術研究所に所属していた二十代前半の頃には研修生仲間で野球部を作っただけでなく、タツノコプロダクションの方の野球部にも所属していた。それ以外にもサンライズの野球チームに所属したり、GONZOで野球部を立ち上げたりしている。

## 参加作品

### テレビアニメ
1980年
- 科学忍者隊ガッチャマンF（作画）
- とんでも戦士ムテキング（動画作監）

1985年
- 機動戦士Ζガンダム（原画）

1988年
- きまぐれオレンジ☆ロード（作画監督）

1989年
- ミラクルジャイアンツ童夢くん（絵コンテ・演出）

1990年
- YAWARA!（絵コンテ・演出）

1994年
- 魔法騎士レイアース（絵コンテ・演出）

1995年
- 新機動戦記ガンダムW（絵コンテ）
- H2（絵コンテ）
- 飛べ!イサミ（絵コンテ・演出）

1996年
- 機動新世紀ガンダムX（絵コンテ）

1997年
- はいぱーぽりす（絵コンテ・演出）
- るろうに剣心 -明治剣客浪漫譚-（1996年版）（絵コンテ・演出）※「ちぎらこういち」名義

1998年
- ポポロクロイス物語（絵コンテ）

2000年
- ヴァンドレッド（絵コンテ）
- ゲートキーパーズ（監督）

2001年
- 地球少女アルジュナ（絵コンテ）
- ヴァンドレッド胎動篇（絵コンテ）

2002年
- フルメタル・パニック!（監督・シリーズ構成）
- Witch Hunter ROBIN（絵コンテ）

2003年
- LAST EXILE（監督・シリーズ構成・脚本）

2004年
- モンキーターン（脚本）

2006年
- ウィッチブレイド（絵コンテ）

2007年
- パンプキン・シザーズ（絵コンテ）

2008年
- ドルアーガの塔 〜the Aegis of URUK〜（監督）

2009年
- ドルアーガの塔 〜the Sword of URUK〜（監督）
- シャングリ・ラ（絵コンテ）

2011年
- ラストエグザイル-銀翼のファム-（監督・脚本・音響監督）

2013年
- 宇宙戦艦ヤマト2199（絵コンテ）

2014年
- ブレイドアンドソウル（絵コンテ）
- 曇天に笑う（絵コンテ）

2016年
- ラクエンロジック（監督・脚本・絵コンテ）

2017年
- 銀の墓守り（脚本）
- 18if 第7話「ソシテ ダレモ イナイ…」（監督・脚本・絵コンテ・演出・作画監督・音響監督）

2020年
- ちはやふる3（絵コンテ）
- アイドリッシュセブン Second BEAT!（絵コンテ）
- ストライクウィッチーズ ROAD to BERLIN（絵コンテ）

2021年
- 2.43 清陰高校男子バレー部（絵コンテ）
- 魔入りました!入間くん（絵コンテ）
- ルパン三世 PART6（2021年 - 2022年、脚本、絵コンテ、演出、エピソードディレクター、原画、美術設定）

2022年
- 惑星のさみだれ（絵コンテ）
- うる星やつら（2022年版）（2022年 - 2023年、絵コンテ・演出）

2024年
- デート・ア・ライブV（絵コンテ）

### 劇場アニメ
1988年
- 機動戦士ガンダム 逆襲のシャア（原画）

1989年
- ヴイナス戦記（演出）

1990年
- 風の名はアムネジア（原画）

1993年
- 獣兵衛忍風帖（原画）

1998年
- ようこそロードス島へ!（監督）
- 名探偵コナン 14番目の標的（原画）

1999年
- 名探偵コナン 世紀末の魔術師（原画）

2006年
- ブレイブ ストーリー（監督）

2013年
- 龍 -RYO-（監督・音響監督・脚本）

### OVA
1986年
- リヨン伝説フレア（原画）

1990年
- NINETEEN 19（監督・絵コンテ）

1991年
- 帝都物語 震災編（監督・作画監督補）

1992年
- 東京BABYLON（監督）

1993年
- お江戸はねむれない!（監督）

1994年
- 幽幻怪社（第1話、監督）
- なつきクライシス（第1話、監督）
- BRONZE KOJI NANJO cathexis（絵コンテ）
- 東京BABYLON2（監督）

1997年
- レイアース（原画）

1998年
- 青の6号（-2000年、美術デザイン・設定・絵コンテ・演出・原画）

1999年
- 思春期美少女合体ロボ ジーマイン（絵コンテ）

### Webアニメ
2020年
- 虫籠のカガステル（監督・脚本・絵コンテ）

2022年
- 「あなたを一言で表してください」の質問が苦手だ。（監督・絵コンテ・演出）
- スプリガン（絵コンテ）

2023年
- 私のハッシュタグが映えなくて。（監督）

### ゲーム
1996年
- ワイルドアームズ（アニメーション絵コンテ）